# Año nuevo purépecha
Año Nuevo Purépecha o Año Nuevo Tarasco es la fiesta que celebra el inicio de un nuevo año. La fecha en que se realiza esta celebración depende del tipo de calendario azteca, y la más común es la noche del 1 de febrero del calendario gregoriano, y solo celebra algunas comunidades purépechas en México.

## Historia
En la actualidad, la celebración de Año Nuevo Purépecha es una principal festividad en comunidades purépechas. Se prenden las velas de ocote durante la última noche (víspera del Año Nuevo correspondiente al 1 de febrero), siendo acompañadas con los más grandes eventos de pirotecnia, música y cánticos. Algunos de los eventos más importantes se centran en Chilchota, Conguripo, Jarácuaro, Cherán y Tzintzuntzán.